# Phoebe Cates
Phoebe Cates (Manhattan, 1963. július 16. –) amerikai színésznő, modell, vállalkozó.
Az 1980-as években, illetve az 1990-es évek elején emlékezetesebb alakításai voltak a Változó világ (1982), a Szörnyecskék (1984) és a Szűnj meg, Fred! (1991) című filmekben.

## Fiatalkora és tanulmányai
Phoebe Cates Lily és Joseph Cates gyermekeként született 1963. július 16-án. Nagyszülei révén orosz és kínai-filippínó felmenőkkel rendelkezik. A Hewitt Schoolba, a Professional Children Schoolba és a Juilliard-ra járt, végül a School of American Ballet ösztöndíjasa lett. 15 éves korában sérülést szenvedett, ez véget vetett a balettálmoknak. Ekkor kezdett érdeklődni a modellkedés iránt.

## Színészi pályafutása
Phoebe 1982-ben tűnt fel először a filmvásznon a Sivatagi kalandok című romantikus kalandfilm egyik főszerepében. Az 1983-as Koraéretlenek című tinivígjátékban Christine-t alakította, majd az 1984-es Szörnyecskékben ismét főszerepet kapott. Michael J. Fox és Kiefer Sutherland partnere volt a Fények, nagyváros (1988) című filmdrámában, majd Carsont személyesítette meg az 1989-es Táncőrületben.
A Szörnyecskék 2. – Az új falka (1990) című folytatásban újra ő lehetett Kate Beringer, majd 1991-ben következett egy családi vígjáték Szűnj meg, Fred! címmel, Rik Mayall partnereként. 1994-ben pedig ő volt a címszereplő Az elveszett hercegnő című történelmi filmben.
Hét év kihagyás után Alan Cummingnek és Jennifer Jason Leighnek sikerült rávennie, hogy játsszon velük a Jóban-rosszban című 2001-es romantikus vígjátékban, mely legutolsó filmes szerepe volt.

## Magánélete
A filmezéssel párhuzamosan sokáig modellkedett. 2005-ben saját ruházati butikot nyitott.
1994-ben ment hozzá Kevin Kline filmszínészhez.[forrás?] Két gyermekük született, Owen Joseph (1991) és Greta Simone (1994).[forrás?]

## Filmográfia

### Film

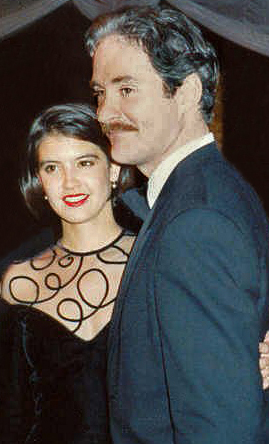
Cates és Kevin Kline a 61. Oscar-gálán, 1989-ben

| Év   | Magyar cím                    | Eredeti cím                  | Szerep                        | Magyar hang         |
| ---- | ----------------------------- | ---------------------------- | ----------------------------- | ------------------- |
| 1982 | Sivatagi kalandok             | Paradise                     | Sarah                         | Tóth Auguszta       |
| 1982 | Sivatagi kalandok             | Paradise                     | Sarah                         | Roatis Andrea       |
| 1982 | Változó világ                 | Fast Times at Ridgemont High | Linda Barrett                 | Somlai Edina        |
| 1983 | Koraéretlenek                 | Private School               | Christine Ramsey              | Dudás Eszter        |
| 1984 | Szörnyecskék                  | Gremlins                     | Kate Beringer                 | Zentai Lilla        |
| 1987 | Angyal első látásra           | Date with an Angel           | Patty Winston                 | Hámori Eszter       |
| 1988 | Fények, nagyváros             | Bright Lights, Big City      | Amanda                        | Dögei Éva           |
| 1989 | Táncőrület                    | Shag                         | Carson McBride                | Kiss Virág Magdolna |
| 1989 | Ébredő szívek                 | Heart of Dixie               | Aiken Reed                    |                     |
| 1990 | Szeretlek holtodiglan         | I Love You to Death          | Joey nője                     |                     |
| 1990 | Szörnyecskék 2. – Az új falka | Gremlins 2: The New Batch    | Kate Beringer                 | Götz Anna           |
| 1991 | Szűnj meg, Fred!              | Drop Dead Fred               | Elizabeth "Lizzie" Cronin     | Tóth Ildikó         |
| 1993 |                               | Bodies, Rest & Motion        | Carol                         |                     |
| 1994 | Az elveszett hercegnő         | Princess Caraboo             | Caraboo hercegnő / Mary Baker | Vándor Éva          |
| 2001 | Jóban-rosszban                | The Anniversary Party        | Sophia Gold                   | Hámori Eszter       |

### Televízió
| Év   | Eredeti cím    | Szerep                | Megjegyzések |
| ---- | -------------- | --------------------- | ------------ |
| 1983 | Baby Sister    | Annie Burroughs       | tévéfilm     |
| 1984 | Lace           | Elizabeth "Lili" Lace | minisorozat  |
| 1985 | Lace II        | Elizabeth "Lili" Lace | minisorozat  |
| 1990 | Largo Desolato | filozófia hallgató    | tévéfilm     |